# 김도하 (배우)
김도하(1993년 9월 12일 ~ )는 대한민국의 뮤지컬 배우다. 2014년 뮤지컬 '셜록홈즈2：블러디 게임'으로 데뷔했다.

## 방송
- 더블 캐스팅 (2020) - Top71